# Biting (Purwantoro)
Biting is een bestuurslaag in het regentschap Wonogiri van de provincie Midden-Java, Indonesië. Biting telt 4172 inwoners (volkstelling 2010).